# Лучинець Марта Вікторівна
Марта Вікторівна Лучинець (нар. 26 березня 1994, Луцьк, Україна) — львівська художниця.

## Життєпис
Народилася 26 березня 1994 року у Луцьку.
У 2010–2013 роках навчалась у Волинському фаховому коледжі культури і мистецтв імені Ігоря Стравінського Волинської обласної ради,спеціальність — образотворче мистецтво.
У 2019 році здобула фах художника по склу у Львівській національній академії мистецтв.

## Творчість
Центральним мотивом у всіх представлених творах є зображення гусей.
Мета — привернути увагу глядача до впізнаваних елементів та символів української культури. Гуси в творчості Марти мають кілька інтерпретацій: у різних роботах вони символізують міграцію, свободу або зв'язок з природою.
Водночас живописні твори відображають певну особисту історію, пов'язану з вишивкою та орнаментом, де зображення гусей також часто використовується як традиційний мотив. Гуси для авторки досить оригінальний об'єкт для творчих експериментів з колірними та текстурними ефектами, а різні тематичні контексти дозволяють працювати над неординарною композицією.

## Персональні виставки
- "Гогіт" м.Львів. MolodoZeleno, 2023
- "Гогіт 2" м.Львів. Галерея ЛНАМ, 2023
- "Гогіт 3" м.Львів. Дзиґа, 2023

## Міжнародне визнання
Картини зберігаються у приватних колекціях України, Німеччини, Великобританії, Туреччини, Чехії.